# Magyar Nemzeti Szocialista Párt
A Magyar Nemzeti Szocialista Párt egy rövid életű nemzetiszocialista párt volt Magyarországon, melyben a történelem során először egyesült szinte az összes magyarországi nemzetiszocialista politikai kezdeményezés (párt, frakció, mozgalom, egyéb).

## Története
A párt 1937. október 24-én jött létre Szálasi Ferenc vezérletével az általa vezetett (ám ekkorra már betiltott) Nemzet Akaratának Pártja, az Endre László vezette Magyar Fajvédő Szocialista Párt és még öt másik szélsőjobboldali párt és frakció egyesüléséből. Az eseményt az ezen a napon a Budai Vigadóban rendezett gyűlésen nyilvánosan is deklarálták Ezt Szálasi hatalmas sikerként könyvelhette el, és nagy terveket szőtt: úgy tűnt, hogy a nemzetközi konstelláció – a hitleri Németország sikerei és a nyugati demokráciák meghátrálása – is kedvez a hungarizmusnak.
Az MNSZP még 1937-ben rendezte be központját az Andrássy út 60.-ban (Az épület egyébként a pesti izraelita hitközség tulajdonában volt, haszonélvezője pedig a korábbi tulajdonos Perlmutter Izsák festő özvegye és leánya voltak; ők kapták a bérleti díjat)
A Darányi-kormány ekkoriban engedményekkel igyekezett csillapítani és a parlamentarizmus keretei közé szorítani a hungaristákat, akik Szálasit ekkor már egyértelműen vezérüknek tekintették. Ezen intézkedések nagyrészt sikertelenek voltak és a kormánypárton belül is mély ellenszenvet váltottak ki, így 1938. február 21-én a belügyminiszter, Széll József rendeletben tiltotta be a Magyar Nemzeti Szocialista Pártot, arra hivatkozva, hogy az azonos a már betiltott Nemzeti Akarat Pártjával, majd Szálasit és 72 társát rendőri felügyelet alá helyeztette. Áprilisban Szálasi Nemzeti Szocialista Magyar Párt néven alakította újra pártját.

## Más pártok azonos néven
Az 1930-as években a legtöbb nemzetiszocialista pártot a sűrű betiltások és újjáalakulások, valamint összeolvadások és kiválások illetve a programjaik hasonlósága miatt az elnevezésüktől és a személyi különbségektől függetlenül gyakorta egyszerűen Magyar Nemzeti Szocialista Párt (a nemzetiszocialistát hol egybe, hol külön írva) néven említették; ezek utólagos megkülönböztetése egymástól mára gyakorlatilag már alig, vagy egyáltalán nem lehetséges.